# Elocation
Elocation is het tweede album van de Canadese band Default. Het is op 25 november 2003 uitgegeven door het label TVT Records.

## Track overzicht
1. Who Followed Who? - 3:24
2. (Taking My) Life Away - 4:12
3. Movin' On - 3:31
4. Throw it all Away - 3:29
5. Cruel - 4:39
6. Made to Lie - 3:15
7. Crossing the Line - 2:35
8. Without You - 3:40
9. Break Down Doors - 3:03
10. Enough - 3:38
11. All She Wrote - 4:00
12. Alone - 3:23
13. Let You Down (Acoustic) - 3:29

## Credits
- Alex "Condor" Aligizakis - Assistant Engineer
- Benjamin Wheelock - Design
- Bryan Coleman - Management
- Butch Walker - Piano, Producer
- Chad Kroeger - Producer
- Christian Mock - Digital Editing, Engineer, Keyboard Programming, percussion
- Christie Priode - Production Coordination
- Dallas Smith - Group Member, Vocals
- Danny Craig - Drums, Group Member
- Dave Benedict - Bass, Group Member
- Default - Main Performer
- Gordie Johnson - Slide Guitar
- Honchol Sin - Assistant
- J. Quinton Hall - Assistant Engineer
- Jeremy James Hora - Group Member, Guitar,Vocals
- Joe Moi - Engineer, Producer
- Jon Plum - Keyboard Programming, Percussion
- Jose Borges - Assistant
- Kenny Cresswell - Drum Technician
- Leonard Johnson - A&R
- Phil Klum - Mastering
- Rich Hopkins - Organ
- Rick Parashar - Digital Editing, Engineer,Piano, Producer, Tamboura
- Rusty Cobb - Engineer
- Ryan Anderson - Digital Editing
- Sean Loughlin - Assistant Engineer
- Selena "Selones" Hollebone - Assistant Engineer